# Litmuorvaara
Litmuorvaara är en kulle i Finland. Den ligger i Enare kommun i landskapet Lappland, i den norra delen av landet, 900 km norr om huvudstaden Helsingfors. Toppen på Litmuorvaara är 452 meter över havet, eller 133 meter över den omgivande terrängen. Bredden vid basen är 2,7 km.
Terrängen runt Litmuorvaara är huvudsakligen platt. Trakten runt Litmuorvaara är nära nog obefolkad, med mindre än två invånare per kvadratkilometer. Det finns inga samhällen i närheten. 